# Turó de les Armes
El Turó de les Armes és una muntanya de 1.199 metres que es troba al límit sud-oriental del clot de Vilamala, al municipi d'Odèn (Solsonès.)